# Света Луција на Светском првенству у атлетици на отвореном 2017.
Света Луција је учествовала на 16. Светском првенству у атлетици на отвореном 2017. одржаном у Лондону од 4. до 13. августа шеснаести пут, односно, учествовала је на свим првенствима до данас. Репрезентацију Свете Луције представљала је 1 атлетичарка која се такмичила у скоку увис.,.
На овом првенству такмичарка Свете Луције није освојиле ниједну медаљу нити остварила неки резултат.

## Учеснице
Жене:
- Леверн Спенсер — Скок увис

## Резултати

### Жене
| Атлетичарка    | Дисциплина | Лични рекорд | Квалификације | Квалификације | Полуфинале | Полуфинале | Финале                | Финале       | Детаљи |
| Атлетичарка    | Дисциплина | Лични рекорд | Резултат      | Место         | Резултат   | Место      | Резултат              | Место        | Детаљи |
| -------------- | ---------- | ------------ | ------------- | ------------- | ---------- | ---------- | --------------------- | ------------ | ------ |
| Леверн Спенсер | скок увис  | 1,98 НР      | 1,89          | 6. у гр. А    |            |            | Није се квалификовала | 13 / 29 (30) |        |